# Donald S. Prudlo
Donald Sherm Prudlo (* 25. Dezember 1976) ist ein US-amerikanischer römisch-katholischer Historiker.

## Leben
Er erwarb einen B.A. in Geschichte (Minor in Classics) am Christendom College (1999), einen M.A. in Theologie an der Notre Dame Graduate School des Christendom College 1999 und seinen Ph.D. von der University of Virginia 2004. Er lehrt seit 2019 als Professor an der University of Tulsa Philosophie und Religion.
Seine Forschungsinteressen sind Hagiographie und das Leben von Heiligen, mittelalterliche Wundergeschichten, die Geschichte der Kirche und die Entwicklung der Heiligsprechung. Seine Spezialisierung liegt in der mittelalterlichen Religionsgeschichte und im mittelalterlichen Italien.

## Schriften (Auswahl)
- The Martyred Inquisitor. The Life and Cult of Peter of Verona († 1252) (= Church, faith and culture in the medieval west). Ashgate, Aldershot 2008, ISBN 978-0-7546-6256-3.
- als Herausgeber: The origin, development, and refinement of medieval religious mendicancies (= Brill's companions to the Christian tradition. Band 24). Brill, Leiden/Boston 2011, ISBN 978-90-04-18180-9.
- Certain Sainthood. Canonization and the Origins of Papal Infallibility in the Medieval Church. Cornell University Press, Ithaca/London 2015, ISBN 0-8014-5403-4.